# Nemastomella
Genre
Nemastomella est un genre d'opilions dyspnois de la famille des Nemastomatidae.

## Distribution
Les espèces de ce genre se rencontrent en Espagne, au Portugal, en France et en Algérie.

## Liste des espèces
Selon World Catalogue of Opiliones (29/03/2023) :
- Nemastomella armatissima (Roewer, 1962)
- Nemastomella bacillifera (Simon, 1879)
- Nemastomella cristinae (Rambla, 1969)
- Nemastomella dentipatellae (Dresco, 1967)
- Nemastomella dipentata (Rambla, 1959)
- Nemastomella dubia (Mello-Leitão, 1936)
- Nemastomella gevia Prieto, 2004
- Nemastomella hankiewiczii (Kulczynski, 1909)
- Nemastomella iberica (Rambla, 1967)
- Nemastomella maarebensis (Simon, 1913)
- Nemastomella manicata (Simon, 1913)
- Nemastomella monchiquensis (Kraus, 1961)
- Nemastomella spinosissima (Kraus, 1961)

## Systématique et taxinomie
Ce genre a été décrit par Mello-Leitão en 1936 dans les Nemastomatidae.

## Publication originale
- Mello-Leitão, 1936 : « Les Opilions de Catalogne. » Treballs del Museu de Ciències Naturals de Barcelona, vol. 11, p. 3–18.